# (39655) Muneharuasada
(39655) Muneharuasada est un astéroïde de la ceinture principale.

## Description
(39655) Muneharuasada est un astéroïde de la ceinture principale. Il fut découvert le 17 octobre 1995 à Nanyo par Tomimaru Okuni. Il présente une orbite caractérisée par un demi-grand axe de 2,73 UA, une excentricité de 0,11 et une inclinaison de 5,9° par rapport à l'écliptique.

## Compléments